# Gustav Stickley

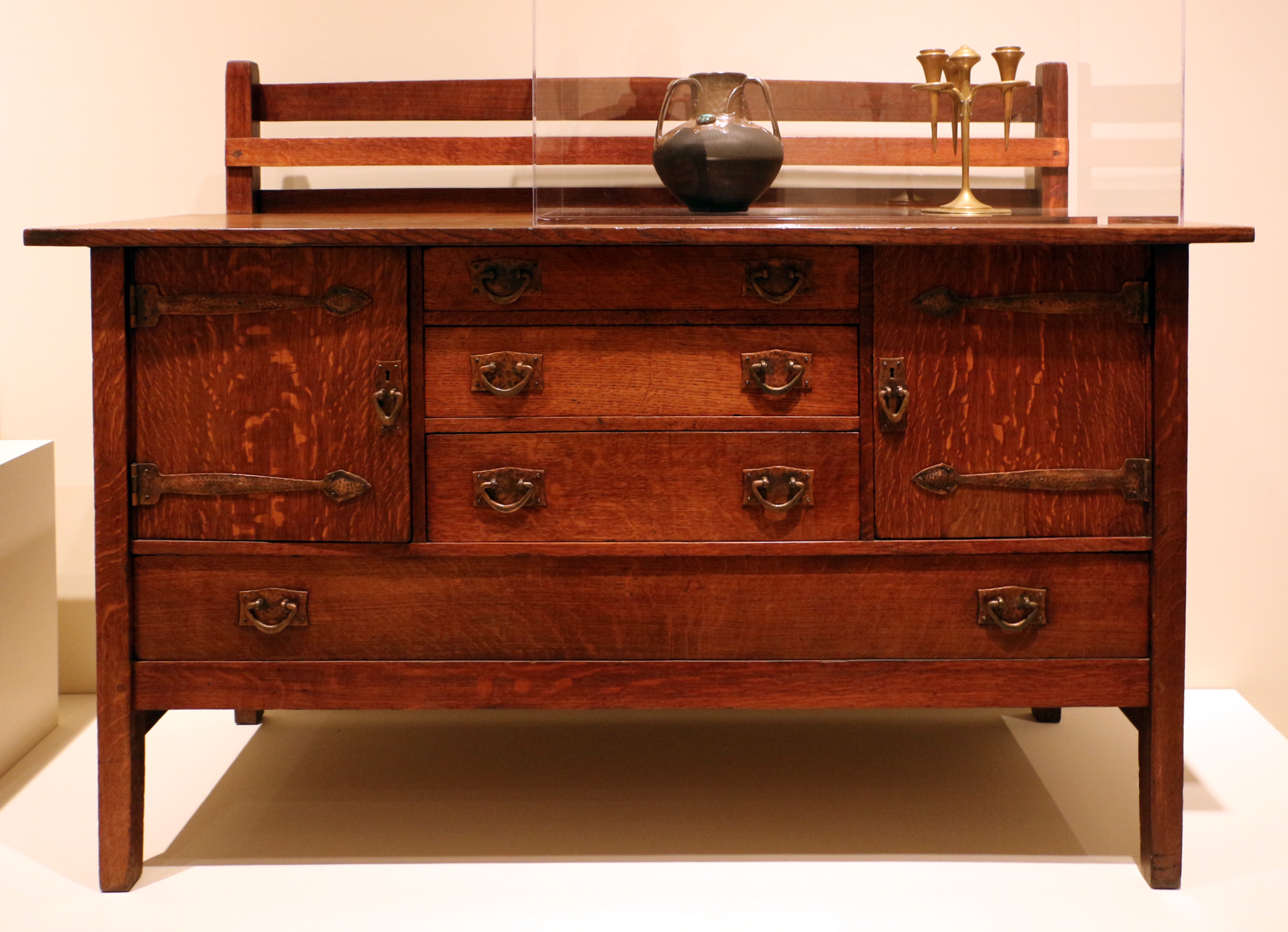
Credenza n. 814 (1905), Indianapolis Museum of Art

Gustav Stickley (Osceola (Wisconsin), 9 de marzo de 1858-Siracusa (Nueva York), 21 de abril de 1942) fue un mueblista y diseñador de muebles estadounidense, exponente del estilo American Craftsman, la versión norteamericana del Arts & Crafts inglés. Diseñó un tipo de mobiliario sencillo y funcional, sin adornos, que empezó a construir en serie, con vistas a una mayor comercialización de sus productos.

## Biografía
Trabajó inicialmente como cantero, pero poco después entró en el taller de un tío suyo de Pennsylvania que fabricaba sillas. En 1898 fundó su propia empresa, Gustave Stickley Company, en Eastwood, cerca de Siracusa (Nueva York). Su estilo inicial era historicista, pero después de un viaje a Europa en 1898, donde conoció al arquitecto y diseñador Charles Francis Annesley Voysey, recibió la influencia del movimiento Arts & Crafts, una corriente que defendía una revalorización del trabajo artesanal y propugnaba el retorno a las formas tradicionales de fabricación, estipulando que el arte debe ser tan útil como bello. Inició entonces una línea de mobiliario más sencilla, con una ornamentación mínima de inspiración modernista, la cual expuso por primera vez en 1900 en Grand Rapids (Míchigan), el primer centro productor de muebles en esa época en Estados Unidos.
En 1901 fundó la revista The Craftsman (el artesano), con el objetivo de «sustituir el lujo de lo costoso por el lujo del buen gusto; enseñar que la belleza no exige complicación ni adorno; emplear únicamente aquellas formas y materiales que contribuyen al efecto sencillo, digno y no vulgar». Tras estas ideas se vislumbra la influencia de los teóricos del Arts & Crafts, John Ruskin y William Morris.
Su nueva línea de producción, llamada Mission Furniture, comprendía mesas y aparadores de formas robustas y sillas con respaldos de travesaños elaboradas en roble, con carpintería vista y tapicería de lona o cuero. También diseñó un sillón de respaldo ajustable. Para su comercialización creó un catálogo que tuvo una amplia difusión y le proporcionó un enorme éxito, hasta tal punto que empezó a tener numerosos imitadores que plagiaron sus diseños.
En 1905 abrió una oficina en Nueva York, localidad donde en 1913 adquirió un edificio con oficinas y salones de exposición. Sin embargo, la envergadura de estas inversiones hizo que se arruinase en 1915.